# Elaeagnus oldhamii
Espèce
Statut de conservation UICN

 LC  : Préoccupation mineure
Elaeagnus oldhamii est une espèce de plante à fleurs de la famille des Elaeagnaceae.

## Description

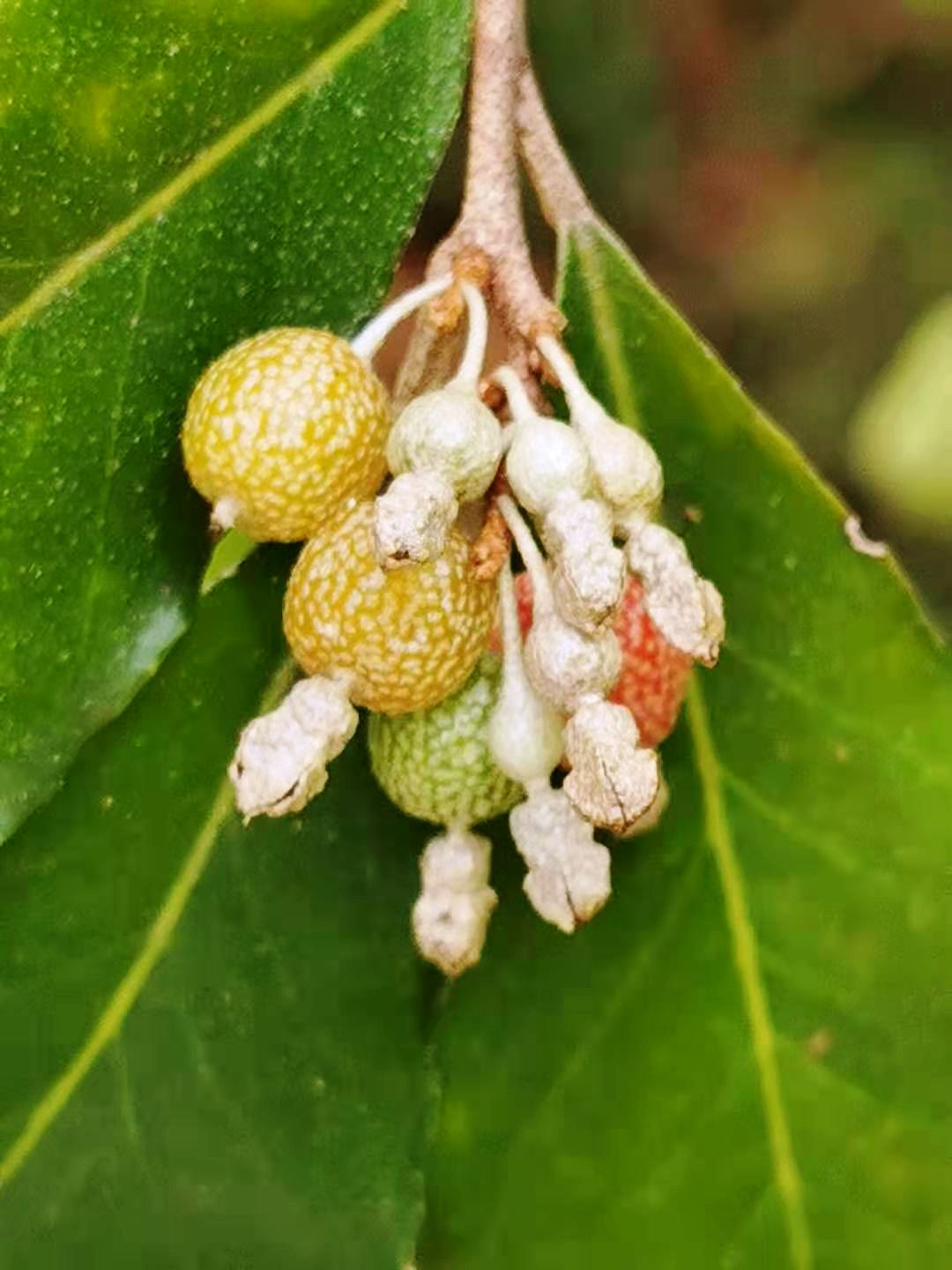
Feuilles et fruits

Elaeagnus oldhamii est un arbuste ou un petit arbre à feuilles persistantes qui peut atteindre 4 m de haut. Les feuilles sont généralement recouvertes d'un voile argenté, ce qui leur donne un aspect un peu gris.  Le fruit rouge et globuleux mesure environ 9 mm de large et contient une seule grosse graine qui peut mesurer jusqu'à 8 mm de long.
Il ne craint pas le gel. Il est en feuilles toute l'année, en fleurs de septembre à décembre, et les graines mûrissent d'avril à juin. L'espèce est hermaphrodite  et est pollinisée par les insectes.

## Répartition
Elaeagnus oldhamii est originaire des régions tempérées chaudes et subtropicales du sud-est de la  Chine. Cette espèce est notamment résistante au champignon  l'armillaire couleur de miel. Cette espèce entretient une relation symbiotique avec certaines bactéries du sol. Ces bactéries forment des nodules sur les racines et fixent l'azote atmosphérique. Une partie de cet azote est utilisée par la plante en croissance, mais une partie peut également être utilisée par d'autres plantes poussant à proximité.
Ce taxon se rencontre dans les pays suivants : Chine, Taïwan.

## Culture
Elaeagnus oldhamii peut fixer l'azote.
La culture de Elaeagnus oldhamii a peu de chances de réussir à l'extérieur, sauf dans les régions les plus douces de la zone tempérée.
Réussit dans la plupart des sols bien drainés. . Préfère un sol modérément fertile, réussit dans les sols pauvres et dans les sols secs.

## Utilisation

### Ornementale
Il est utilisé comme espèce ornementale. 

### Alimentaire
Les graines peuvent être consommées crues ou cuites. Le fruit ,bien que l'enveloppe de la graine soit plutôt fibreuse, doit être bien mûr avant de pouvoir être dégusté cru. S'il n'est pas assez mûr, il sera assez astringent.

### Médicinale
Un extrait de méthanol des feuilles a montré des propriétés analgésiques et anti-inflammatoires. Les résultats suggèrent sa valeur dans le développement futur de la phytothérapie pour le traitement des maladies inflammatoires.
Le fruit de nombreux membres de ce genre est une source très riche de vitamines et de minéraux, en particulier de vitamines A, C et E, de flavanoïdes et d'autres composés bioactifs. Il constitue également une assez bonne source d'acides gras essentiels, ce qui est assez inhabituel pour un fruit. Il fait l'objet de recherches en tant qu'aliment capable de réduire l'incidence du cancer et de stopper ou d'inverser la croissance des cancers.

### Agroforestière
Excellente plante compagne, il peut augmenter les rendements des arbres fruitiers jusqu'à 10 % lorsqu'il est cultivée dans les vergers.

## Systématique
Le nom correct complet (avec auteur) de ce taxon est Elaeagnus oldhamii Maxim..
Elaeagnus oldhamii a pour synonyme :
- Elaeagnus oldhamii subsp. nakai Hayata